# Naughty Dog
Naughty Dog est une société américaine de développement de jeu vidéo domiciliée à Santa Monica, fondée en 1984 par Andy Gavin et Jason Rubin sous le nom de JAM Software, avant d'être rebaptisé Naughty Dog en 1989.
Depuis 2001, l'entreprise est une filiale de Sony Interactive Entertainment, le fabricant de la gamme PlayStation. Naughty Dog est connu pour avoir développé les séries à succès Crash Bandicoot, Jak and Daxter, Uncharted et The Last of Us, totalisant 40 millions de jeux vendus en 2009.

## Historique
JAM Software (Jason and Andy's Magic) est fondé en 1984 par Andy Gavin et Jason Rubin, alors qu'ils sont encore âgés de 12 ans et travaillent dans leur « garage ». Les deux premiers jeux de l'équipe, Ski Crazed (1987) et le jeu d'aventure Dream Zone (1988) sont édités par Baudville. Leur troisième jeu, Keef the Thief (1989), un action-RPG, est produit par Electronic Arts et est le dernier de l'équipe à voir le jour sur ordinateurs personnels. Pendant le développement du jeu, Andy et Jason craignent que JAM Software ne soit associé à "Jams", une marque de short de plage qui gagne en popularité aux Etats-Unis dans les années 1980. Ils décident alors de changer de nom et optent pour Naughty Dog, en hommage à un personnage irrévérencieux du même nom inventé par Jason, qui devient leur mascotte.
Le prochain titre du studio, Rings of Power (1991), est l'une des premières productions de Electronic Arts à voir le jour sur la console Mega Drive. Rapidement tombé en rupture de stock, ce jeu de rôle n'est jamais réédité et acquiert un statut quasi-culte[réf. nécessaire]. Après une période de latence durant laquelle Andy Gavin et Jason Rubin terminent leur cursus universitaire, Naughty Dog se reforme à Boston pour travailler sur un projet autofinancé et « bon marché ». Way of the Warrior (1994), jeu de combat sanguinolent assez pauvre d'intérêt, est édité par Universal Interactive sur 3DO.
Naughty Dog connaît un nouveau départ en 1994 après un accord passé avec Universal Interactive pour trois jeux. La compagnie s'installe en Californie et prend une nouvelle dimension en recrutant du personnel qualifié. Pendant deux années, le studio développe son premier jeu en 3D. Mark Cerny, alors président de Universal Interactive Studios, apporte sa contribution à l'élaboration du projet et demeure par la suite un proche collaborateur du studio. Le jeu de plates-formes Crash Bandicoot voit le jour en 1996 sur PlayStation. Il connaît un important succès critique et commercial, et s'établit comme une série phare, dont les ventes sous l'ère Naughty Dog s'élèvent à plus de 22 millions d'exemplaires. C'est la franchise la plus populaire sur PlayStation après Gran Turismo et Final Fantasy, et son succès est sans précédent au Japon pour un titre d'origine occidentale. Sony Computer Entertainment est l'éditeur de la série sous l'ère PlayStation, Universal Interactive restant propriétaire des droits de la franchise
En janvier 2001, Naughty Dog devient une filiale de Sony Computer Entertainment. Le studio s'attèle à une nouvelle série de jeu de plates-formes/action, Jak and Daxter, qui connaît un important succès sur PlayStation 2. En 2004 et 2005, Jason Rubin et Andy Gavin quittent la direction de Naughty Dog. Evan Wells et le français Christophe Balestra les remplacent en tant que co-présidents, tandis qu'Amy Hennig intègre l'équipe en qualité de directeur créatif. À partir de 2007, la société crée et développe sur PlayStation 3 une nouvelle série à l'univers plus réaliste, Uncharted. Celle-ci connaît un grand succès, notamment grâce à la maîtrise technique du studio — Uncharted 2 et sa suite L'Illusion de Drake sont considérés par de nombreux critiques comme parmi les plus beaux jeu de la PlayStation 3[réf. nécessaire].
Naughty Dog héberge ICE Team, un des groupes technologiques de SCE Worldwide Studios qui développent des outils pour les studios internes de Sony travaillant sur PS3,.
Le 1er mars 2010, le studio a déménagé de 150 mètres, dans un bâtiment plus grand. Dans une interview, Christophe Balestra indique que le déménagement intervient en raison d'une augmentation du personnel avant la sortie d'un jeu et du mode multijoueur en plus à tester. La volonté de conserver un studio de capture de mouvement qui leur appartient, ainsi qu'une salle de projection, ont poussé les directeurs au déménagement.
En 2013, Naughty Dog produit le jeu The Last of Us, qui remporte un immense succès critique avant même sa sortie officielle, de nombreux sites spécialisés lui attribuant la note maximale. Ce jeu se voit d'ailleurs attribuer deux récompense Golden Joystick : celui de la meilleure nouveauté et celui du meilleur scénario. Le studio Naughty Dog, lui, reçoit le Golden Joystick du studio de l'année.
Un an après sort The Last of Us Remastered sur PlayStation 4 : un portage apportant quelques améliorations graphique et incluant le DLC Left Behind.
Après douze ans en tant que co-président, Christophe Balestra quitte Naughty Dog le 3 avril 2017 pour se consacrer à sa famille . Il laisse à Evan Wells le soin de diriger seul le studio. Neil Druckmann est nommé vice-président en mars 2018, puis co-président aux côtés d'Evan Wells en décembre 2020, quelques mois après la sortie du nouveau titre phare du studio: The Last of Us: Part II. Alison Mori et Christian Gyrling prennent quant à eux les postes de vice-présidents.
En décembre 2024, Naughty Dog annonce Intergalactic: The Heretic Prophet, la nouvelle licence du studio depuis The Last of Us.

## Œuvres du studio

### Jeux développés
| Date de sortie | Titre                                   | Plateformes                     | Ventes         | Remarques                                                        |
| -------------- | --------------------------------------- | ------------------------------- | -------------- | ---------------------------------------------------------------- |
| 1987           | Ski Crazed                              | Apple II                        |                |                                                                  |
| 1988           | Dream Zone                              | Apple IIGS, Amiga, Atari ST, PC | 10 000         |                                                                  |
| 1989           | Keef the Thief                          | Apple IIGS, Amiga, PC           |                |                                                                  |
| 1991           | Rings of Power                          | Mega Drive                      |                |                                                                  |
| 1994           | Way of the Warrior                      | 3DO                             |                |                                                                  |
| 1996           | Crash Bandicoot                         | PlayStation                     | 6,82 millions  |                                                                  |
| 1997           | Crash Bandicoot 2: Cortex Strikes Back  | PlayStation                     | 7,58 millions  |                                                                  |
| 1998           | Crash Bandicoot 3: Warped               | PlayStation                     | 7,13 millions  |                                                                  |
| 1999           | Crash Team Racing                       | PlayStation                     | 4,79 millions  |                                                                  |
| 2001           | Jak and Daxter: The Precursor Legacy    | PlayStation 2                   | 3,64 millions  |                                                                  |
| 2003           | Jak II : Hors-la-loi                    | PlayStation 2                   | 2,78 millions  |                                                                  |
| 2004           | Jak 3                                   | PlayStation 2                   | 1,85 million   |                                                                  |
| 2005           | Jak X                                   | PlayStation 2                   | 0,55 million   |                                                                  |
| 2007           | Uncharted: Drake's Fortune              | PlayStation 3                   | 4,94 millions  |                                                                  |
| 2009           | Uncharted 2: Among Thieves              | PlayStation 3                   | 6,73 millions  |                                                                  |
| 2011           | Uncharted 3: L'Illusion de Drake        | PlayStation 3                   | 6,84 millions  |                                                                  |
| 2012 - 2013    | The Jak and Daxter Trilogy              | PlayStation 3, PlayStation Vita |                |                                                                  |
| 2013           | The Last of Us                          | PlayStation 3                   | 22 millions    |                                                                  |
| 2014           | The Last of Us Remastered               | PlayStation 4                   | 22 millions    |                                                                  |
| 2016           | Uncharted 4: A Thief's End              | PlayStation 4                   | 17,10 millions |                                                                  |
| 2017           | Uncharted: The Lost Legacy              | PlayStation 4                   | 8,56 millions  |                                                                  |
| 2020           | The Last of Us Part II                  | PlayStation 4                   | 10 millions    |                                                                  |
| 2022           | Uncharted: Legacy of Thieves Collection | PlayStation 5, Windows          |                | Version PC développée par Iron Galaxy Studios                    |
| 2022           | The Last of Us Part I                   | PlayStation 5, Windows          |                | Version PC développée par Iron Galaxy Studios                    |
| 2024           | The Last of Us Part II Remastered       | PlayStation 5, Windows          |                | Version PC développée par Nixxes Software et Iron Galaxy Studios |
| TBA            | Intergalactic: The Heretic Prophet      | PlayStation 5                   |                |                                                                  |

### Jeu annulé
| Jeu                    | Annonce | Abandon | Plateformes |
| ---------------------- | ------- | ------- | ----------- |
| The Last of Us: Online | 2022    | 2023    | Inconnues   |

## Controverse sur le management
En mars 2020, Jason Schreier publie une enquête dans Kotaku révélant les conditions de travail difficiles des employés de Naughty Dog, notamment la pratique intensive du crunch et la culture du perfectionnisme au détriment du bien-être des employés.